# 278
| 278                |
| ------------------ |
| Dødsfald - Fødsler |
|                    |

| Gregoriansk kalender | 278 CCLXXVIII           |
| Ab urbe condita      | 1031                    |
| Armensk kalender     | I/T                     |
| Kinesiske kalender   | 2974 – 2975 丁酉 – 戊戌 |
| Etiopisk kalender    | 270 – 271               |
| Jødisk kalender      | 4038 – 4039             |
| Hindukalendere       |                         |
| - Vikram Samvat      | 333 – 334               |
| - Shaka Samvat       | 200 – 201               |
| - Kali Yuga          | 3379 – 3380             |
| Iransk kalender      | 344 BP – 343 BP         |
| Islamisk kalender    | 355 BH – 354 BH         |

Se også 278 (tal)